# Moor-Route
Die Moorroute ist ein Radrundweg von 57 Kilometern Länge, der den südöstlichen Teil des Ammerlandes erschließt. Der so genannte Oldenburg-Ammerländer Geestrücken wurde bis Anfang des 19. Jahrhunderts von ausgedehnten Randmooren begrenzt. Nur an wenigen Stellen, den so genannten Dämmen, waren diese Gebiete überhaupt passierbar. Während der Moorkolonisierung wurde dieses Moor für landwirtschaftliche Nutzung urbar gemacht. Heute kann man die Mühsahl der hier einst siedelnden Menschen nur noch ahnen. Eindrücke von diesem kärglichen Leben bekommt der Besucher des Moor- und Fehnmuseums in Elisabethfehn, das jedoch nicht an dieser Strecke liegt.
Typisches Merkmal der Landschaft ist die Weite der ehemaligen Moorflächen.
Die Strecke beginnt man am besten in Ekern (genauer: beim „Landhaus Ekern“, das auf dem Reiherweg, dem Radweg auf der ehemaligen Kleinbahntrasse, von Bad Zwischenahn (Bahnstation) leicht zu erreichen ist). Gegen den Uhrzeigersinn gefahren berührt die Strecke folgende Stationen (oder bestimmte Sehenswürdigkeiten sind leicht zu erreichen):
- Bad Zwischenahn
  - Ekerner Mühle
  - Burgfelde
  - Querensteder Mühle
  - Dänikhorster Moor
  - zurück nach Südosten
- Edewecht
  - evangelische St.-Nikolai-Kirche
  - Heimatmuseum Tollhus up’n Wurnbarg an der Aue in Wittenberge – ein ehemaliges Zollhaus
  - Kokerwindmühle Nachbau – Original steht im Museumsdorf Cloppenburg
  - Heinje Bergfried
  - über den Reiherweg nach Süden
  - Naturschutzgebiet Süddorf
  - auf der alten Eisenbahnbrücke über den Küstenkanal bis Edewechterdamm, dann nach Osten
  - Jeddeloh II
  - Abstecher zum Museum Alte Ziegelei Westerholt möglich (5 km)
  - zurück über den Kanal und Schafdamm nach Nordosten
  - Klein Scharrel
  - Friedrichsfehn, von dort aus nach Nordwesten
  - Kleefeld
- Bad Zwischenahn
  - typische Moorkolonie Petersfehn II
  - Naturschutzgebiet Hochmoorkolk
  - Speckener Moor